# Гімни США
| Штат                                                                                       | Штат                               | Назва                                                                                             | Затвердження                            | Слова                                           | Мелодія                                                                        | Музичний приклад      |                     |
| ------------------------------------------------------------------------------------------ | ---------------------------------- | ------------------------------------------------------------------------------------------------- | --------------------------------------- | ----------------------------------------------- | ------------------------------------------------------------------------------ | --------------------- | ------------------- |
| США                                                                                        | США                                | «Прапор, усипаний зорями» (англ. «The Star-Spangled Banner»)                                      | 3 березня 1931                          | Френсіс Скотт Кі, 1814                          | Джон Стаффорд Сміт, 1780                                                       |                       |                     |
|                                                                                            | Прапор США Сполучені Штати Америки | «Моя країна — від вас» (англ. «My Country, 'Tis of Thee»)                                         | Середина XIX століття—3 березня 1931    | Самуель Френсіс Сміт, 1831                      | Мелодія з британського гімну «Боже, бережи королеву» (редагування Томаса Арне) |                       |                     |
|                                                                                            | Прапор США Сполучені Штати Америки | «Вітаю, Колумбія!» (англ. «Hail, Columbia»)                                                       | Початок XIX століття—3 березня 1931     | Джозеф Гопкинсон, 1789                          | Філіп Файл, 1789                                                               |                       |                     |
|                                                                                            | Конфедеративні Штати Америки       | «Діксі» (англ. «Dixie»)                                                                           | 1861—23 червня 1865 (де-факто)          | Невідомий автор (можливо Ден Емметт)            | Невідомий автор (можливо Ден Емметт)                                           |                       |                     |
|                                                                                            | Конфедеративні Штати Америки       | «Боже, бережи південь» (англ. «God Save the South»)                                               | 1861—23 червня 1865 (де-факто)          | Джордж Генрі Майлс, 1861                        | Чарлес В.А. Еллерброк Інформація відсутня                                      |                       |                     |
|                                                                                            | Вашингтон                          | «Вашингтон» (англ. «Washington»)                                                                  | 1951                                    | Джиммі Дод                                      | Джиммі Дод                                                                     | Інформація відсутня   |                     |
| «Столиця нашої країни» (англ. «Our Nation's Capital»)                                      | Вашингтон                          | 1961                                                                                              | Ентоні Альберто Мітчелл                 | Ентоні Альберто Мітчелл                         | Інформація відсутня                                                            |                       |                     |
|                                                                                            | Айдахо                             | «Ось він, наш Айдахо» (англ. «Here We Have Idaho»)                                                | 1931                                    | Маккінлі Хелм, Альберт Дж. Томпкінс             | Саллі Х'юм Дуглас                                                              | Інформація відсутня   |                     |
|                                                                                            | Айова                              | «Пісня Айови» (англ. «The Song of Iowa»)                                                          | 1911                                    | С. Х. М. Байєрс                                 | Інформація відсутня                                                            | Інформація відсутня   |                     |
| «Створений для мене світ в Айові» (англ. «Make Me a World in Iowa»)                        | Айова                              | 2002                                                                                              | Еффі Берт                               | Інформація відсутня                             | Інформація відсутня                                                            |                       |                     |
|                                                                                            | Алабама                            | «Алабама» (англ. «Alabama»)                                                                       | 9 березня 1931                          | Юлія Татуайлер                                  | Една Гокель Гуссен                                                             | Інформація відсутня   |                     |
|                                                                                            | Аляска                             | «Прапор Аляски» (англ. «Alaska's Flag»)                                                           | 1955                                    | Марі Дрейк                                      | Елінор Дусенбарі                                                               | Інформація відсутня   |                     |
|                                                                                            | Аризона                            | «Марш Аризони» (англ. «The Arizona March Song»)                                                   | 28 лютого 1919                          | Маргарет Роу Кліффорд, 1915                     | Моріс Блюменталь                                                               | Інформація відсутня   |                     |
| «Аризона» (англ. «Arizona»)                                                                | Аризона                            | 1981                                                                                              | Рекс Аллен, Рекс Аллен (молодший)       | Рекс Аллен, Рекс Аллен (молодший)               | Інформація відсутня                                                            |                       |                     |
|                                                                                            | Арканзас                           | «Арканзас (Ти течеш глибоко в мені)» (англ. «Arkansas (You Run Deep in Me)»)                      | 1987                                    | Вайленд Холіфілд, 1986                          | Вайленд Холіфілд, 1986                                                         | Інформація відсутня   |                     |
| «О, Арканзасе» (англ. «Oh, Arkansas»)                                                      | Арканзас                           | 1987                                                                                              | Террі Роуз і Гері Клафф, 1986           | Террі Роуз і Гері Клафф, 1986                   | Інформація відсутня                                                            |                       |                     |
|                                                                                            | Вайомінг                           | «Вайомінг» (англ. «Wyoming»)                                                                      | 15 лютого 1955                          | Чарльз Едвін Вінтер, 1903                       | Джордж Едвін Кнапп                                                             | Інформація відсутня   |                     |
|                                                                                            | Вашингтон                          | «Вашингтон, мій дім» (англ. «Washington, My Home»)                                                | 19 березня 1959                         | Хелен Девіс                                     | Стюарт Черчілль                                                                | Інформація відсутня   |                     |
| «Вперед, Колубіє, вперед» (англ. «Roll On, Columbia, Roll On»)                             | Вашингтон                          | 1987                                                                                              | Вуді Гатрі                              | Мелодія «На добраніч, Ірен»                     | Інформація відсутня                                                            |                       |                     |
| «Луї, Луї» (англ. «Louie Louie»)                                                           | Вашингтон                          | Інформація відсутня                                                                               | Річард Беррі                            | Річард Беррі                                    | Інформація відсутня                                                            |                       |                     |
|                                                                                            | Вермонт                            | «Ці зелені гори» (англ. «These Green Mountains»)                                                  | 22 травня 2000                          | Даян Мартін                                     | Даян Мартін                                                                    | Інформація відсутня   |                     |
|                                                                                            | Вірджинія                          | «Наша велична Вірджинія» (англ. «Our Great Virginia»)                                             | 2015                                    | Майк Грінлі                                     | Народна мелодія «О, Шенандоа»                                                  | Інформація відсутня   |                     |
| «Милий бриз Вірджинії» (англ. «Sweet Virginia Breeze»)                                     | Вірджинія                          | 2015                                                                                              | Робін Томпсон, Стів Бассетт             | Робін Томпсон, Стів Бассетт                     | Інформація відсутня                                                            |                       |                     |
| «Поверніть мене назад до старої Вірджинії» (англ. «Carry Me Back to Old Virginny»)         | Вірджинія                          | 1940                                                                                              | Джеймс Бленд                            | Джеймс Бленд                                    | Інформація відсутня                                                            |                       |                     |
|                                                                                            | Вісконсин                          | «О, Вісконсин!» (англ. «On, Wisconsin!»)                                                          | 1959                                    | Чарльз Д. Роза, Дж.С. Хаббард                   | Вільям Т. Перді                                                                | Інформація відсутня   |                     |
| «О Вісконсин, земля моїх мрій» (англ. «Oh Wisconsin, Land of My Dreams»)                   | Вісконсин                          | 2001                                                                                              | Ерма Барретт                            | Шарі Саразін                                    | Інформація відсутня                                                            |                       |                     |
| «Вальс Вісконсину» (англ. «The Wisconsin Waltz»)                                           | Вісконсин                          | 2001                                                                                              | Шарі Саразін                            | Шарі Саразін                                    | Інформація відсутня                                                            |                       |                     |
|                                                                                            | Гаваї                              | «Наші Гаваї» (гав. «Hawaiʻi Ponoʻī» англ. «Hawaiʻi's Own»)                                        | 1967                                    | Девід Калакауа                                  | Генрі Бергер                                                                   | Інформація відсутня   |                     |
|                                                                                            | Республіка Гаваї                   | «Наші Гаваї» (гав. «Hawaiʻi Ponoʻī» англ. «Hawaiʻi's Own»)                                        | 4 липня 1894—1898                       | Девід Калакауа                                  | Генрі Бергер                                                                   | Інформація відсутня   |                     |
|                                                                                            | Тимчасовий уряд Гаваїв             | «Наші Гаваї» (гав. «Hawaiʻi Ponoʻī» англ. «Hawaiʻi's Own»)                                        | 17 січня 1893—4 липня 1894              | Девід Калакауа                                  | Генрі Бергер                                                                   | Інформація відсутня   |                     |
|                                                                                            | Королівство Гаваї                  | «Наші Гаваї» (гав. «Hawaiʻi Ponoʻī» англ. «Hawaiʻi's Own»)                                        | 1876—17 січня 1893                      | Девід Калакауа                                  | Генрі Бергер                                                                   | Інформація відсутня   |                     |
|                                                                                            | Королівство Гаваї                  | «Пісня гавайського народу» (гав. «He Mele Lāhui Hawaiʻi»)                                         | 1866—1876                               | Ліліуокалані                                    | Ліліуокалані                                                                   | Інформація відсутня   |                     |
|                                                                                            | Королівство Гаваї                  | «Боже, бережи короля» (гав. «E Ola Ke Alii Ke Akua»)                                              | 1860—1866                               | Вільям Чарльз Луналіло                          | Мелодія з британського гімну «Боже, бережи королеву»                           | Інформація відсутня   |                     |
|                                                                                            | Делавер                            | «Наш Делавер» (англ. «Our Delaware»)                                                              | 1925                                    | Джордж Бесвік Нінсон                            | Уїлл М. С. Браун                                                               | Інформація відсутня   |                     |
|                                                                                            | Джорджія                           | «З думками про Джорджію» (англ. «Georgia on My Mind»)                                             | 7 березня 1979                          | Стюарт Горрелл                                  | Хогі Кармайкл                                                                  | Файл:ANGB Georgia.ogg |                     |
|                                                                                            | Західна Вірджинія                  | «Пагорби Західної Вірджинії» (англ. «The West Virginia Hills»)                                    | 1963                                    | Еллен Раделл Кінг                               | Генрі Еверетт Енджл                                                            | Інформація відсутня   |                     |
| «Моя Західна Вірджинія» (англ. «This Is My West Virginia»)                                 | Західна Вірджинія                  | 1963                                                                                              | Ірис Белл                               | Ірис Белл                                       | Інформація відсутня                                                            |                       |                     |
| «Західна Вірджиніє, моя домівка, мила домівка» (англ. «West Virginia, My Home Sweet Home») | Західна Вірджинія                  | 1963                                                                                              | Джуліан Г. Херн (молодший)              | Джуліан Г. Херн (молодший)                      | Інформація відсутня                                                            |                       |                     |
| «Заберіть мене додому, провінційними дорогами!» (англ. «Take Me Home, Country Roads»)      | Західна Вірджинія                  | 2014                                                                                              | Джон Денвер Білл Даноф Тефі Ніверт      | Джон Денвер Білл Даноф Тефі Ніверт              | Інформація відсутня                                                            |                       |                     |
|                                                                                            | Іллінойс                           | «Іллінойс» (англ. «Illinois»)                                                                     | 1925                                    | Чарльз Х. Чемберлен, Арчибальд Джонстон         | Інформація відсутня                                                            | Інформація відсутня   |                     |
|                                                                                            | Індіана                            | «Далеко, на берегах Уобаш» (англ. «On the Banks of the Wabash, Far Away»)                         | 14 березня 1913                         | Інформація відсутня                             | Пауль Дрессер                                                                  | Інформація відсутня   |                     |
|                                                                                            | Каліфорнія                         | «Я обожнюю тебе, Каліфорніє» (англ. «I Love You, California»)                                     | 1951                                    | Ф.Б. Сільвервуд                                 | Авраам Франклін Франкенштейн                                                   | Інформація відсутня   |                     |
|                                                                                            | Канзас                             | «Дім на холмі» (англ. «Home on the Range»)                                                        | 1947                                    | Даніель Е. Келлі                                | Брюстер Хайглі                                                                 | Інформація відсутня   |                     |
| «Марш Канзасу» (англ. «The Kansas March»)                                                  | Канзас                             | 1935                                                                                              | Інформація відсутня                     | Інформація відсутня                             | Інформація відсутня                                                            |                       |                     |
| «За Канзас» (англ. «Here's Kansas»)                                                        | Канзас                             | 1992                                                                                              | Інформація відсутня                     | Інформація відсутня                             | Інформація відсутня                                                            |                       |                     |
|                                                                                            | Кентуккі                           | «Мій старий дім в Кентуккі» (англ. «My Old Kentucky Home»)                                        | 1928                                    | Стівен Фостер                                   | Стівен Фостер                                                                  | Інформація відсутня   |                     |
| «Блакитний місяць Кентуккі» (англ. «Blue Moon of Kentucky»)                                | Кентуккі                           | 1988                                                                                              | Інформація відсутня                     | Біл Монро, 1946                                 | Інформація відсутня                                                            |                       |                     |
| «По-домашньому різдвяний Кентуккі» (англ. «Kentucky Home Made Christmas»)                  | Кентуккі                           | Інформація відсутня                                                                               | Інформація відсутня                     | Інформація відсутня                             | Інформація відсутня                                                            |                       |                     |
|                                                                                            | Колорадо                           | «Там де квітнуть орлики» (англ. «Where the Columbines Grow»)                                      | 8 травня 1915                           | Ей.Джей. Фінн                                   | Ей.Джей. Фінн                                                                  | Інформація відсутня   |                     |
| «Скелясті гірські вершини» (англ. «Rocky Mountain High»)                                   | Колорадо                           | 12 березня 2007                                                                                   | Джон Денвер                             | Джон Денвер, Майк Тейлор                        | Інформація відсутня                                                            |                       |                     |
|                                                                                            | Коннектикут                        | «Дурнуватий американець» (англ. «Yankee Doodle»)                                                  | 1978                                    | Інформація відсутня                             | Інформація відсутня                                                            |                       |                     |
| «Житель штату Коннектикут» (англ. «Nutmegger»)                                             | Коннектикут                        | 2003                                                                                              | Інформація відсутня                     | Інформація відсутня                             | Інформація відсутня                                                            |                       |                     |
|                                                                                            | Луїзіана                           | «Подаруйте мені Луїзіану» (англ. «Give Me Louisiana»)                                             | 1970                                    | Дораліс Фонтейн                                 | Дораліс Фонтейн                                                                | Інформація відсутня   |                     |
| «Ти моє сонце» (англ. «You Are My Sunshine»)                                               | Луїзіана                           | 1977                                                                                              | Джиммі Девіс, 1939 Чарльз Мітчелл, 1940 | Джиммі Девіс, 1939 Чарльз Мітчелл, 1940         | Інформація відсутня                                                            |                       |                     |
| «Луїзіано, моя домівка, мила домівка» (англ. «Louisiana My Home Sweet Home»)               | Луїзіана                           | 1952                                                                                              | Інформація відсутня                     | Інформація відсутня                             | Інформація відсутня                                                            |                       |                     |
| «Подарунок Землі» (англ. «The Gifts of Earth»)                                             | Луїзіана                           | Інформація відсутня                                                                               | Інформація відсутня                     | Інформація відсутня                             | Інформація відсутня                                                            |                       |                     |
|                                                                                            | Массачусетс                        | «Всі славлять Массачусетс!» (англ. «All Hail to Massachusetts»)                                   | 3 вересня 1966                          | Артур Дж. Марш                                  | Артур Дж. Марш                                                                 | Інформація відсутня   |                     |
|                                                                                            | Мен                                | «Пісня штату Мен» (англ. «State of Maine Song»)                                                   | 1937                                    | Інформація відсутня                             | Роджер Вінтон Сноу                                                             | Інформація відсутня   |                     |
|                                                                                            | Меріленд                           | «Меріленде, мій Меріленде» (англ. «Maryland, My Maryland»)                                        | 29 квітня 1939                          | Джеймс Райдер Рендалл                           | Німецька колядка «О ялиночко»                                                  | Інформація відсутня   |                     |
|                                                                                            | Міннесота                          | «Вітаю! Міннесота» (англ. «Hail! Minnesota»)                                                      | 1945                                    | Гімн Університету Міннесоти                     | Гімн Університету Міннесоти                                                    | Інформація відсутня   |                     |
|                                                                                            | Міссісіпі                          | «Вперед, Міссісіпі» (англ. «Go, Mississippi»)                                                     | 17 травня 1962                          | Вільям Х'юстон Девіс                            | Вільям Х'юстон Девіс                                                           | Інформація відсутня   |                     |
|                                                                                            | Міссурі                            | «Вальс Міссурі» (англ. «Missouri Waltz»)                                                          | 130 червня 1949                         | Джеймс Ройс Шеннон                              | Джон Валентайн Еппель                                                          | Інформація відсутня   |                     |
|                                                                                            | Мічиган                            | «Мій Мічиган» (англ. «My Michigan»)                                                               | 1937                                    | Гілес Каванау                                   | Х. Орейлі Клінт                                                                | Інформація відсутня   |                     |
|                                                                                            | Монтана                            | «Монтана» (англ. «Montana»)                                                                       | 20 лютого 1945                          | Чарльз Кохан                                    | Джозеф Ховард                                                                  | Інформація відсутня   | Інформація відсутня |
| «Мелодія Монтани» (англ. «Montana Melody»)                                                 | Монтана                            | 1983                                                                                              | Інформація відсутня                     | Інформація відсутня                             | Інформація відсутня                                                            |                       |                     |
|                                                                                            | Небраска                           | «Прекрасна Небраска» (англ. «Beautiful Nebraska»)                                                 | 1967                                    | Джим Фрас, Гай Г. Міллер                        | Джим Фрас, Гай Г. Міллер                                                       | Інформація відсутня   |                     |
|                                                                                            | Невада                             | «Дім — це Невада» (англ. «Home Means Nevada»)                                                     | 1933                                    | Берта Рафетто, 1932                             | Берта Рафетто, 1932                                                            | Інформація відсутня   |                     |
|                                                                                            | Нью-Гемпшир                        | «Старий Нью-Гемпшир» (англ. «Old New Hampshire»)                                                  | 1949                                    | Джон Ф. Холмс                                   | Моріс Гофман, 1926                                                             | Інформація відсутня   |                     |
|                                                                                            | Нью-Джерсі                         | —                                                                                                 | —                                       | —                                               | —                                                                              | —                     |                     |
|                                                                                            | Нью-Йорк                           | «Я обожнюю Нью-Йорк» (англ. «I Love New York» (I ❤ NY)                                            | 1977                                    | Стів Кармен                                     | Стів Кармен                                                                    | Інформація відсутня   |                     |
|                                                                                            | Нью-Мексико                        | «О, прекрасний Нью-Мексико» (англ. «O Fair New Mexico»)                                           | 14 березня 1917                         | Елізабет Гарретт                                | Елізабет Гарретт                                                               | Інформація відсутня   |                     |
| «Такий ось Нью-Мексико» (ісп. «Así es Nuevo Méjico»)                                       | Нью-Мексико                        | 1971                                                                                              | Амадео Лусеро                           | Амадео Лусеро                                   | Інформація відсутня                                                            |                       |                     |
|                                                                                            | Огайо                              | «Прекрасний Огайо» (англ. «Beautiful Ohio»)                                                       | 1969                                    | Баллард Макдональд, 1918 Вілберт Макбрайд, 1989 | Марі Ерл                                                                       | Інформація відсутня   | Інформація відсутня |
| «Оприся на Слупі» (англ. «Hang On Sloopy»)                                                 | Огайо                              | 20 листопада 1985                                                                                 | Маккойс                                 | Маккойс                                         | Інформація відсутня                                                            |                       |                     |
|                                                                                            | Оклахома                           | «Оклахома» (англ. «Oklahoma»)                                                                     | 1953                                    | Оскар Гаммерштейн II                            | Річард Роджерс                                                                 | Інформація відсутня   |                     |
|                                                                                            | Орегон                             | «Орегоне, мій Орегоне» (англ. «Oregon, My Oregon»)                                                | 12 лютого 1927                          | Джон Ендрю Б'юкенен                             | Генрі Бернард Мартеч                                                           | Інформація відсутня   |                     |
|                                                                                            | Пенсільванія                       | «Пенсильванія» (англ. «Pennsylvania»)                                                             | 29 листопада 1990                       | Едді Хурі, Ронні Боннер                         | Едді Хурі, Ронні Боннер                                                        | Інформація відсутня   |                     |
|                                                                                            | Південна Дакота                    | «Вітаю, Південна Дакото!» (англ. «Hail, South Dakota!»)                                           | 1943                                    | Дікорт Хамміт                                   | Дікорт Хамміт                                                                  | Інформація відсутня   |                     |
|                                                                                            | Південна Кароліна                  | «Кароліна» (англ. «Carolina»)                                                                     | 11 лютого 1911                          | Генрі Тімрод                                    | Енн Кертіс Берджесс                                                            | Інформація відсутня   | Інформація відсутня |
| «В моїх думках Південна Кароліна» (англ. «South Carolina on My Mind»)                      | Південна Кароліна                  | 8 березня 1984                                                                                    | Хенк Мартін, Базз Арледдж               | Хенк Мартін, Базз Арледдж                       | Інформація відсутня                                                            |                       |                     |
|                                                                                            | Північна Дакота                    | Гімн Північної Дакоти (англ. «North Dakota Hymn»)                                                 | 1947                                    | Джеймс Фолі                                     | К.С. Путмен                                                                    | Інформація відсутня   |                     |
|                                                                                            | Північна Кароліна                  | «Старий Північний штат» (англ. «The Old North State»)                                             | лютий 1927                              | Вільям Гастон, 1835                             | Вільям Гастон, 1835                                                            | Інформація відсутня   |                     |
|                                                                                            | Род-Айленд                         | «Род-Айленд, створений для мене» (англ. «Rhode Island, It's for Me»)                              | 1996                                    | Чарлі Хол                                       | Марія Дей                                                                      | Інформація відсутня   | Інформація відсутня |
|                                                                                            | Теннессі                           | «Моя Батьківщина, Теннессі» (англ. «My Homeland, Tennessee»)                                      | 1925                                    | Нелл Грейсон Тейлор                             | Рой Ламонт Сміт                                                                | Інформація відсутня   | Інформація відсутня |
| «Коли квітнуть півники в Теннессі» (англ. «When It's Iris Time in Tennessee»)              | Теннессі                           | 1935                                                                                              | Вілла Вайд Ньюмен                       | Вілла Вайд Ньюмен                               | Інформація відсутня                                                            |                       |                     |
| «Мій Теннессі» (англ. «My Tennessee»)                                                      | Теннессі                           | 1955                                                                                              | Френсіс Ханна Тренум                    | Френсіс Ханна Тренум                            | Інформація відсутня                                                            |                       |                     |
| «Вальс Теннессі» (англ. «Tennessee Waltz»)                                                 | Теннессі                           | 1965                                                                                              | Юлій Кучинський                         | Ред Стюарт                                      | Інформація відсутня                                                            |                       |                     |
| «Гірська вершина» (англ. «Rocky Top»)                                                      | Теннессі                           | 1982                                                                                              | Феліс і Боудлуекс Браянт                | Феліс і Боудлуекс Браянт                        | Інформація відсутня                                                            |                       |                     |
| «Теннессі» (англ. «Tennessee»)                                                             | Теннессі                           | 1992                                                                                              | Вівіан Рорі                             | Вівіан Рорі                                     | Інформація відсутня                                                            |                       |                     |
| «Гордість Теннессі» (англ. «The Pride of Tennessee»)                                       | Теннессі                           | 1996                                                                                              | Фред Конгдон, Томас Ваушн, Керол Елліот | Фред Конгдон, Томас Ваушн, Керол Елліот         | Інформація відсутня                                                            |                       |                     |
| «Гроза в Смокі-Маунтін» (англ. «Smoky Mountain Rain»)                                      | Теннессі                           | 3 червня 2010                                                                                     | Кай Флемінг, Денніс Морган              | Кай Флемінг, Денніс Морган                      | Інформація відсутня                                                            |                       |                     |
| «Теннессі» (англ. «Tennessee»)                                                             | Теннессі                           | 2011                                                                                              | Джон Р. Бін                             | Джон Р. Бін                                     | Інформація відсутня                                                            |                       |                     |
|                                                                                            | Техас                              | «Техасе, наший Техасе» (англ. «Texas, Our Texas»)                                                 | 1929                                    | Вільям Дж. Марш, 1924                           | Вільям Дж. Марш, Гледіс Йоакум Врайт                                           | Інформація відсутня   |                     |
|                                                                                            | Флорида                            | «Флорида (Там де меч-трава торкається неба)» (англ. «Florida (Where the Sawgrass Meets the Sky)») | 2013                                    | Ян Хінтон                                       | Ян Хінтон                                                                      | Інформація відсутня   |                     |
| «Дім для літніх людей» (англ. «Old Folks at Home»)                                         | Флорида                            | 1935 2008 (редагування)                                                                           | Стівен Фостер, 1851                     | Стівен Фостер, 1851                             | Інформація відсутня                                                            | Інформація відсутня   |                     |
| «Я житель Флориди» (англ. «I Am Florida»)                                                  | Флорида                            | 2013                                                                                              | Аллен Отрі Ст.                          | Вальтер «Клайд» Орендж                          | Інформація відсутня                                                            |                       |                     |
|                                                                                            | Юта                                | «Юта, саме це місце» (англ. «Utah, This Is the Place»)                                            | 15 березня 2003                         | Сем Френсіс, Гері Френсіс                       | Сем Френсіс, Гері Френсіс                                                      | Інформація відсутня   |                     |
|                                                                                            | Пуерто-Рико                        | «Борінквіна» (ісп. «La Borinqueña»)                                                               | 1952 (музика) 1977 (слова)              | Мануель Фернандес Джункос, 1901                 | Фелікс Astol Артесна, 1867                                                     | ?                     |                     |
|                                                                                            | Північні Маріанські Острови        | «Серед моря» (чам. «Gi Talo Gi Halom Tasi»)                                                       | 1996                                    | Девід Капілео Пітерс Таулемвар, 1976            | Вільгельм Ганцгорн, Хосе і Жокін Пангеліан, 1945                               | ?                     |                     |
|                                                                                            | Американське Самоа                 | «Американське Самоа» (самоан. «Amerika Samoa»)                                                    | 1950                                    | Маріота Тіумалу Туясосопо                       | Наполеон Ендрю Туітелелеападжа                                                 | ?                     |                     |
|                                                                                            | Американські Віргінські Острови    | «Марш Віргінських островів» (англ. «Virgin Islands March»)                                        | 1963                                    | Олтон Адамс                                     | Сем Вільямс, 1920-ті                                                           | ?                     |                     |
|                                                                                            | Гуам                               | «Вставайте Гуамці» (чам. «Fanohge Chamoru» англ. «Stand Ye Guamanians»)                           | 1919                                    | Рамон Маналісей Саблан                          | Рамон Маналісей Саблан                                                         | ?                     |                     |